# Troy Beyer
Troy Byer (Nueva York, 7 de noviembre de 1964) es una actriz y directora estadounidense.

## Biografía
Troy nació en Nueva York, Estados Unidos. Inició su carrera en la actuación en el programa infantil Sesame Street con apenas cuatro años de edad. Estudió actuación y psicobiología en la Universidad de Nueva York. Después de una pequeña participación en la película The Cotton Club de Francis Ford Coppola (1984), Byer se mudó a la ciudad de Los Ángeles, donde participó en la serie televisiva Dynasty en 1986, en el papel de Jackie Deveraux.
Desde entonces, Byer ha realizado papeles en Disorderlies (1987), Weekend at Bernie's II (1993), Eddie (1996), The Gingerbread Man (1998) y John Q (2002).
Su primer guion fue para Granujas de Beverly Hills.
Byer apareció en los vídeos musicales de "Sexy MF" de Prince y de "What Comes Around Goes Around" de Biz Markie.